# Paraphlepsius continuus
Paraphlepsius continuus är en insektsart som beskrevs av Delong 1938. Paraphlepsius continuus ingår i släktet Paraphlepsius och familjen dvärgstritar. Inga underarter finns listade i Catalogue of Life.